# بيرت كوبر (لاعب كرة قدم أمريكية)
بيرت كوبر (بالإنجليزية: Bert Cooper)‏ هو لاعب كرة قدم أمريكية أمريكي، ولد في 24 أغسطس 1952 في تالاهاسي في الولايات المتحدة.

## وصلات خارجية
- بيرت كوبر على موقع مرجع كرة القدم المحترفة.كوم (الإنجليزية)